# Rue Albert-Bayet
Pour les articles homonymes, voir Albert Bayet et Bayet (homonymie).
La rue Albert-Bayet est une voie située dans le quartier de la Gare du 13e arrondissement de Paris.

## Situation et accès
La rue Albert-Bayet débute avenue Edison et se termine boulevard Vincent-Auriol.
Elle est desservie par les lignes 5, 6 et 7 à la station Place d'Italie.

## Origine du nom
Le nom porté par cette rue depuis 1970 lui a été attribué en hommage à Albert Bayet (1880-1961), président de la Fédération nationale de la presse française (FNPF) et de la Fédération nationale de la presse française libre (FNPFL) durant la Seconde Guerre mondiale, professeur à la Sorbonne, sociologue français.

## Historique
Cette ancienne voie de la commune d'Ivry-sur-Seine, qui allait à Gentilly, a été créée en 1857. Elle s'appelait alors pour une partie « rue de Tripière » et pour une autre partie « sentier de Tripière », du nom d'un lieu-dit.
En 1877, le voisinage d'un ancien gazomètre, situé à l'emplacement de l'actuel square de Choisy, lui a fait donner le nom de « rue du Gaz »,.
En 1927, elle prend le nom de « rue de Gentilly », en raison de la proximité de la commune de Gentilly.
En 1950, le tronçon situé entre la rue de Tolbiac et la rue George-Eastman et l'avenue Edison est détaché et prend le nom de rue Charles-Moureu.
Le segment restant prend sa dénomination actuelle le 11 juin 1970.

## Bâtiments remarquables et lieux de mémoire
- Le poète, écrivain, et homme politique martiniquais Aimé Césaire a vécu des années 1980 à 1993 dans un appartement d'une résidence HLM au no 8 de la rue[4]. Une plaque commémorative est apposée en 2013.
- Au no 21, le conservatoire Maurice-Ravel du 13e arrondissement (jusqu'en 2013)[5].

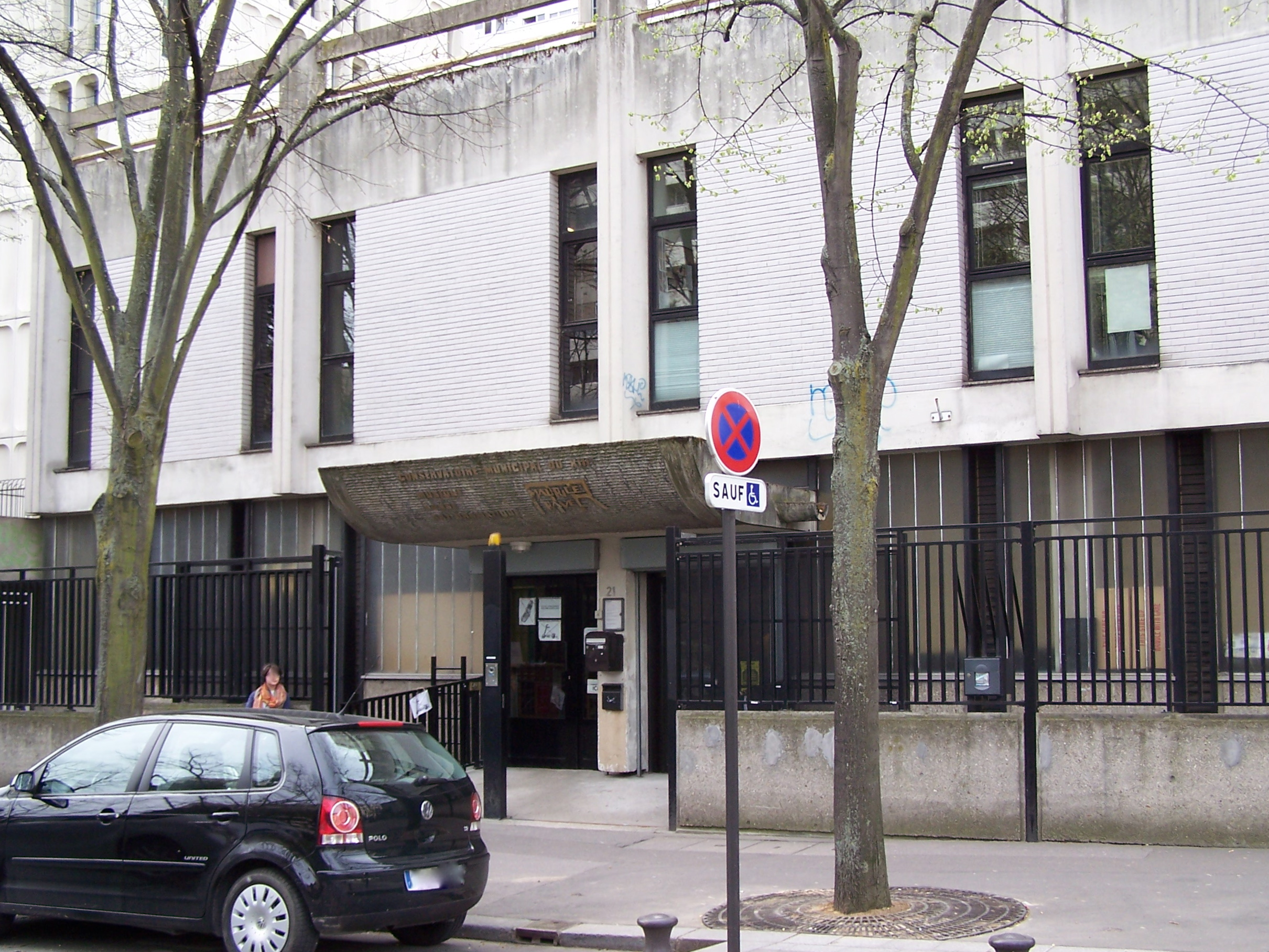
Entrée du conservatoire Maurice-Ravel.